# 1991 EE
1991 EE är en asteroid i huvudbältet som upptäcktes den 13 mars 1991 av Spacewatch vid Kitt Peak-observatoriet.
Asteroiden har en diameter på ungefär 1 kilometer och den tillhör asteroidgruppen Apollo.